# Roquefortost
Roquefort är en fransk blåmögelost, uppkallad efter staden Roquefort i Frankrike. Roquefort görs av opastöriserad fårmjölk och lagras i grottor med väggar belagda med mögelsvampen Penicillium roqueforti. Efter lagringsperioden, som varar mellan tre och nio månader, blir ostens smak kraftig med markerad sälta. Enligt legenden kom Roquefort till genom när fåraherde satt och åt lite ost när han såg en vacker kvinna i fjärran som han ville förföra. I all hast glömde han en ost i en grotta och när han efter ett tag gick förbi grottan igen hittade han osten som hade den förvandlats till en Roquefort. Redan 1411 ska Roquefortosten ha blivit ursprungsskyddad av Karl VI av Frankrike när han bestämde att osten bara får göras i byn Roqueforts omnejd och 1925 fick den beteckningen AOC, vilket är en fransk kvalitetsbeteckning.